# 三国志平话
《三国志平话》或《平话三国志》，是一个以三国历史为故事背景的话本，以東漢書生司馬仲相斷陰陽轉世作為開頭，直至漢趙消滅西晉為結尾。原来在宋朝时就有说三分的故事，后有元朝不知名作者不知撰人成书。元代詩人王沂題作《虎牢關》詩一段：「君不見三分書裡說虎牢，曾使戰骨如山高。」「三分書」指的是「說三分」的話本。現存有三分事略和全相三国志平话等插画版本。
小說《三國演義》也是參考《三國志》、《三國志平話》寫成的。